# Antrocaryon
Antrocaryon é um género botânico pertencente à família Anacardiaceae.